# GamesRadar+
GamesRadar+ — многоформатный веб-сайт, посвящённый компьютерным играм. На нём регулярно публикуются новости, обзоры, рецензии, видео и прохождения игр. Сайтом владеет компания Future US (американское подразделение британской компании Future Publishing), офисы располагаются в США и Великобритании. В конце 2014 года принадлежащие Future Publishing сайты Total Film, SFX, Edge и Computer and Video Games были объединены в GamesRadar, в результате чего в ноябре того же года расширенный веб-сайт был переименован в GamesRadar+. Вместе с аналогичным веб-сайтом CheatPlanet, GamesRadar+ посещает около 3,25 миллиона уникальных посетителей каждый месяц.
Сайт известен своим профессиональным, но вместе с тем юмористическим подходом к описанию игр. Помимо обычных новостей, на нём публикуются также комические статьи и видео. Кроме того, GamesRadar+ предоставляет подборку новостей для загрузки через iTunes, которые описывают последние события в индустрии компьютерных игр. В 2020 году сайт комиксов Newsarama стал частью GamesRadar+. В июне 2020 года GamesRadar+ начал организовывать цифровое шоу Future Games Show.

## Формат и стиль
GamesRadar+ публикует множество новостей каждый день, включая официальные новости о видеоиграх, обзоры, превью и интервью с разработчиками. Стиль многих статей на сайте зачастую юмористический; иногда материалы сопровождаются изображениями и видеоматериалами. Некоторые статьи являются полностью сатирическими. Один из самых популярных разделов — список «Топ 7», который еженедельно обновляется. В нём отражаются как позитивные, так и негативные аспекты игр, игровой индустрии и культуры.

## TalkRadar
С 19 мая 2008 года в США сайт каждую пятницу осуществляет подкастинг под названием TalkRadar. Он быстро стал одним из самых популярных сервисов сайта. Во время подкастинга обсуждается список Top 7 за неделю, некоторые статьи на сайте, недавно вышедшие игры, а также вопросы, связанные с сообществом GamesRadar+. Иногда в TalkRadar участвуют журналисты с других сайтов, а также люди, не связанные с индустрией компьютерных игр. Подкаст доступен как с официального сайта, так и с iTunes. Ввиду большой популярности TalkRadar фанаты создали вики-сайт tdar.wikia.com, на котором размещаются все выпуски подкаста в текстовой форме.
После успеха TalkRadar в США, команда разработчиков сайта Великобритании также запустила еженедельный подкастинг. Было решено использовать формат аудиошоу, чтобы полностью не копировать формат оригинала. 3 августа 2011 года TalkRadar UK выпустил свой последний сотый эпизод. Однако было объявлено, что через месяц вещание будет продолжено, формат которого будет несколько изменён.